# Lluís Gallifa Grenzner
Lluís Gallifa y Grenzner (Mataró, Barcelona, 23 de agosto de 1889 - 12 de julio de 1963) fue un arquitecto español, jefe de bomberos y profesor de artes y oficios.

## Biografía
Nació en Mataró, en la casa número 27 del Callejón. Instruido en la enseñanza primaria en los Maristas de San Simón, estudió el bachillerato en Colegio Valldemia y seguidamente la carrera de arquitectura en la Universidad de Barcelona. El 20 de diciembre de 1915 obtuvo el título de arquitecto. Con fecha 28 de junio de 1916 entró en el Ayuntamiento de Mataró como Arquitecto Municipal Suplente. Un año después fue nombrado Arquitecto Municipal Interino, y alcanzó en 1918, mediante concurso, el cargo de Arquitecto Municipal. También obtuvo el mismo cargo en los municipios de La Roca del Vallés (1916), Argentona (1916), y de Vilasar de Dalt (1919). El 31 de diciembre de 1918, recibió el nombramiento de Vocal de la Comisión Económica de Prisiones. 
Hasta su jubilación, en octubre de 1959, prodigó todo tipo de esfuerzos a favor de la ciudad con la labor conjunta de la Oficina Técnica y de la Ponencia de Fomento, con la colaboración del Aparejador Lluís Ferrer, y dirigiendo la brigada de Obras o formando parte de varias comisiones. Fueron 43 años trabajando para el municipio a las órdenes de 20 alcaldes y de los respectivos consistorios. 
El 3 de octubre de 1917 comenzó su labor como Profesor Interino de la Escuela de Artes y Oficios, y en 1918 accedió al puesto de Profesor en Propiedad junto con Ignasi Mayol y  Rafael Extraño. La asignatura impartida era "Tecnología de la Construcción", a través de la cual, y con un sueldo simbólico, trabajó durante 42 años en la instrucción de la mayor parte de maestros de obras y de paletas de la época. 

### El arquitecto

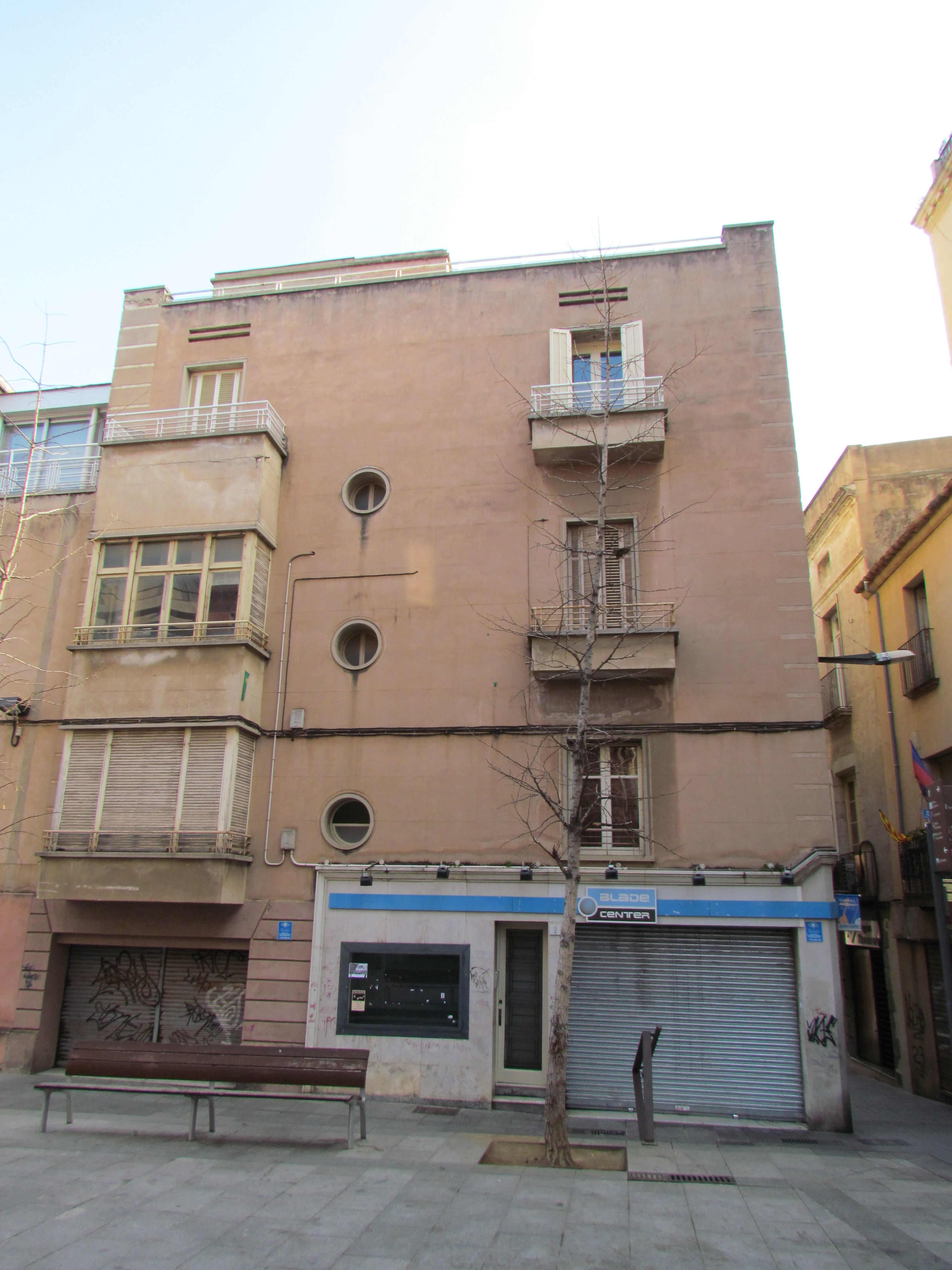
Edificio Masriera

Entre sus obras como Arquitecto Municipal, como Arquitecto de la Caja de Ahorros de Mataró y como particular, destacan:
El  Mercado de la plaza de Cuba, el Velódromo de Mataró, reconstrucción del Museo Municipal, estudio de la estabilidad de la  Basílica de Santa María, varios Planes de Urbanización y de Servicios de la ciudad, estudio de la vuelta de la Nave central de la Basílica de Santa María hecho junto con Josep Puig i Cadafalch a quien unía una gran amistad y una buena colaboración aparte de otros distinguidos maestros, reconstrucción del edificio central de la Caja de Ahorros de Mataró hecha con el arquitecto Viladevall, edificio de la Biblioteca Popular (hoy reformado) y Casa de Infancia de la propia Caja, varios chalets de la Ciudad Jardín y primer bloque de pisos que dicha Caja construyó al pie de la Ronda, edificios La Marítima y La Estrella de las Cooperativas, primitivo Teatro Bosque que fue construido de nuevo con el nombre de Monumental Cine (Hoy Teatro Monumental), el Cine Serra (hoy sala de Bingo), el teatro del Colegio Salesianos, los chalets de Can Llinàs y de Can Crespo (derribados), varios chalets de estilo modernista y Fuentes Ballot de Argentona , las casas Peradejordi y Fité de la Riera, el complejo de la Harinera, edificio Mar-Grado de la Plaza Granollers, la casa Borràs y Massó (hoy gimnasio), Can Colominas de la calle de Argentona, en la plaza Xica, los panteones Rovira, Planes y Fontdevila al Cementerio de Mataró, Can Cabot, el Cuartel de la Guardia Civil que fue compartida principalmente con el arquitecto  Emili Cabanyes, y el Instituto de Segunda Enseñanza de la Plaza de Cuba con la colaboración de dirección del arquitecto M. Brullet, los 301 viviendas del Grupo la Esperanza junto con el arquitecto Martí Coll, diversas obras y modificaciones al Horno del Vidrio, en casa Trujillo (hoy restaurante en La Rambla), en el Parque Central Municipal, en Can Balanzó de Argentona, en la Industria Clément Marot. Cabe destacar, entre los proyectos, la Casa Quadras de la Vía Layetana de Barcelona (premiado), una Escuela Unitaria en el Antiguo Matadero, la Cámara de la Propiedad en la calle Bonaire, el grupo Escolar Camplans con el arquitecto Ros y Costa y un convento para Carmelitas en Mataró con el arquitecto Viladevall. Durante el periodo 1936-1939, con el arquitecto Lorenzo Ros, consiguió desviar la intención de derribar Santa María y los Escolapios.

### Jefe de Bomberos
El Ayuntamiento de la ciudad y la Mutua Mataronesa de Seguros contra Incendios le confiaron el cargo de Jefe de los Bomberos Voluntarios de Mataró, en 1917, cargo que se consolidó al ganar el concurso de plaza de Arquitecto Municipal en 1918. Como Jefe los Bomberos Voluntarios demostró sus cualidades humanas y su escrupuloso cumplimiento del deber. Durante su mando asistió cerca de mil siniestros o peticiones de auxilio, dentro y fuera de la ciudad con el apoyo moral y material de la "Mutua", a la que pertenecía el Cuerpo de Bomberos. Es obligatorio recordar el incendio en los laboratorios Unitex el 2 de septiembre de 1937 y el fuego en el teatro Monumental Cine el 19 de julio de 1946, por su espectacularidad y por su ubicación céntrica. Y que fue construido y reconstruido por el mismo arquitecto Gallifa.
Los servicios y auxilios suponían, a veces, una heroicidad por parte de los bomberos, y de su mismo Jefe, el "Quefe", que estuvo a un paso de la muerte en dos ocasiones: el derrumbe de una casa en la calle de San Juan el 15 de marzo de 1949 y el siniestro sucedido en la fábrica res el 24 de abril de 1953. los riesgos y los peligros culminaron, en 1958, con la muerte de los bomberos Madern y Clariana en un incendio de una factoría de Tordera. El Cuerpo procuró superarse de forma constante, lo que la ciudad y otras poblaciones le reconocieron en diversas circunstancias, y que culminó con la concesión de la medalla de oro de la ciudad a los bomberos poco después de la muerte de su Jefe, el 3 de julio de 1967. su dinámica tuvo una repercusión material, humana y solidaria. La institución mantenía contacto con los otros cuerpos de bomberos y con la Cruz Roja, creó la Agrupación Cultural y Deportiva en 1951 y fue de las primeras de España a celebrar solemnemente cada año la Fiesta del Bombero y honrar su Patrón, San Juan de Dios, llegando a ser una institución modelo.
En 1957 celebró la brillante celebración del centenario del Cuerpo de Bomberos Voluntarios de Mataró, uno de los más antiguos de España.

### La persona
Se jubiló en 1959. Todas las entidades a que perteneció al homenajeado ese mismo año y el año siguiente con gran eco los medios de comunicación. Desgraciadamente, tres años después, el 12 de julio de 1963, superada una operación quirúrgica y de una forma inesperada, murió a los 73 años.
El 14 de enero de 1999 se inauguró un pasaje en Mataró que lleva su nombre. El 15 de julio de 2018 pasó a ser una plaza.